# Tethystola minima
Tethystola minima là một loài bọ cánh cứng trong họ Cerambycidae.